# Biblioteca Gottfried Wilhelm Leibniz

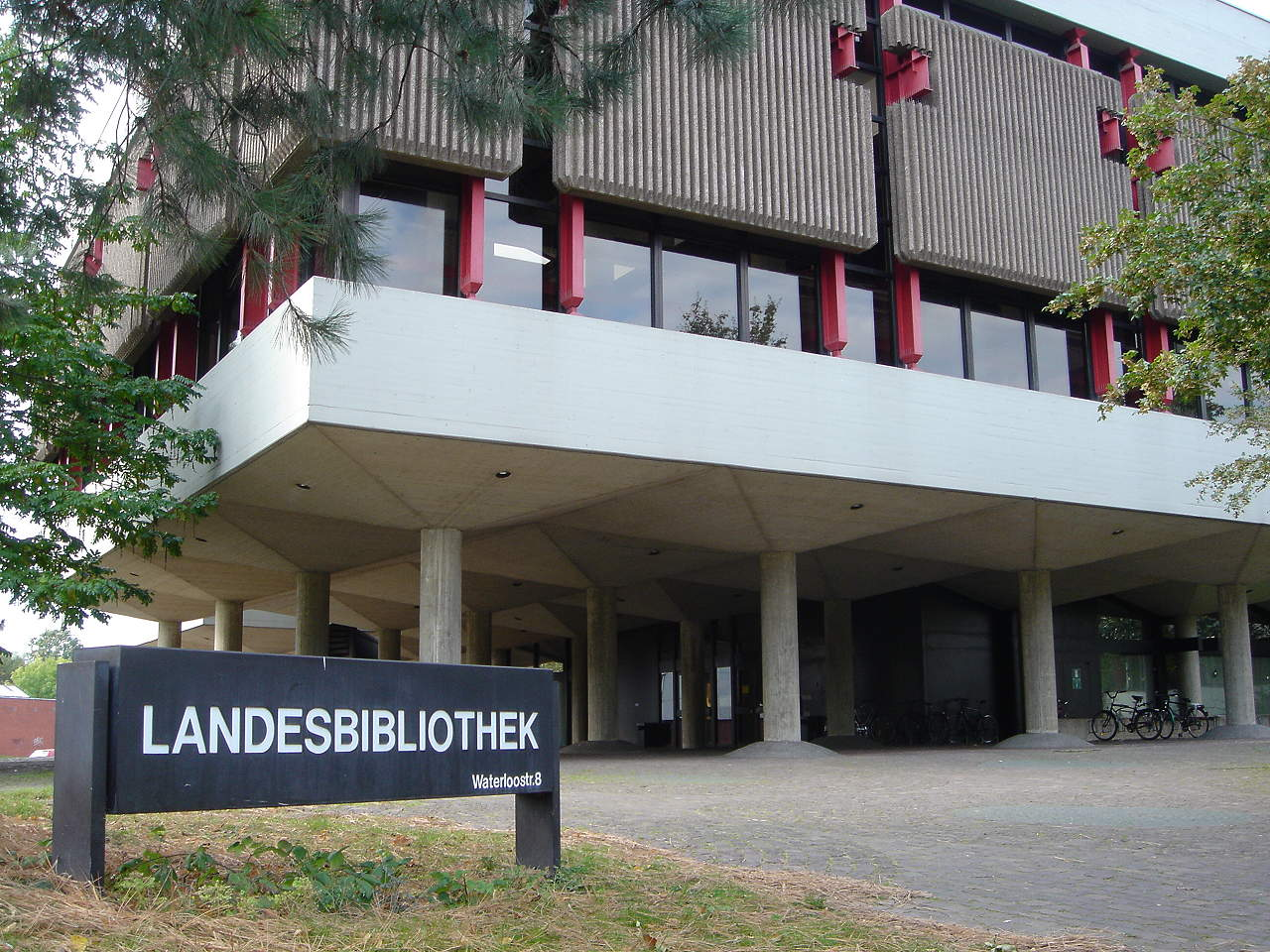
Biblioteca Gottfried Wilhelm Leibniz.

La Biblioteca Gottfried Wilhelm Leibniz - Biblioteca del Estado de Baja Sajonia (a veces abreviado GWLB), con sede en Hannover, es una de las mayores bibliotecas regionales y académicas en Alemania. Al lado de la Biblioteca Nacional de Oldenburg y la Herzog August Library en Wolfenbütte, es una de las tres bibliotecas nacionales de Baja Sajonia. Su nombre actual lo lleva desde el 1 de enero de 2005. Anteriormente, se llamó Biblioteca Real Pública (desde 1720), (Ex) Biblioteca Real y Provincial y Biblioteca de la Baja Sajonia (1947-2004). La biblioteca cuenta con una fuerte orientación científica, mantiene varias bases de datos y es un importante centro de investigación de la historia cultural europea. Cuenta con 375 incunables, 12.500 títulos del siglo XVI, 62.500 títulos del XVII, 65.000 del XVIII y 134.000 títulos desde el XIX. Tiene 30.000 mapas. y más de 4500 manuscritos están disponibles en la biblioteca. Sólo los bienes de Leibniz incluyen 400.000 páginas.

## Historia
La biblioteca fue fundada en 1665 por el duque Johann Friedrich como biblioteca de la corte de los duques Guelph (más tarde electores y reyes de Hannover ). Su primer líder importante (prefecto) fue el erudito Gottfried Wilhelm Leibniz de 1676 a 1716 , quien también ocupó el cargo de historiógrafo de la corte. A partir de 1698, la biblioteca se instaló en el edificio renacentista más tarde conocido como "Leibnizhaus". En 1676, se registró un total de 3 110 volúmenes y 158 manuscritos en el catálogo de Tobias Fleischer, el inventario se estimó en 130 000 volúmenes en 1801.
Después del aumento de rango al Electorado de Hannover en 1692 y la unión personal con el Reino de Gran Bretaña en 1714, la biblioteca se amplió aún más y se hizo significativa. A partir de 1719 se instaló en un nuevo edificio diseñado por el arquitecto francés Louis Rémy de La Fosse , que también contenía el archivo real. Fue entonces cuando la biblioteca del tribunal y del gabinete  se hicieron accesibles al público hasta cierto punto por primera vez, lo que se reflejó en la designación como la "Biblioteca Pública Real".
Durante la unión personal, cuando el rey Jorge II (1727-1760) tenía su residencia en Gran Bretaña, se ampliaron los fondos de la biblioteca, por ejemplo, mediante la biblioteca privada real y el establecimiento de un presupuesto de adquisiciones fijo. A partir de 1727 existió el " Catalogus perpetuus ", que se considera el primer catálogo de fichas del mundo. La biblioteca estaba dirigida por académicos respetados como Johann Georg von Eckhart , Simon Friedrich Hahn , Johann Daniel Gruber y Christian Ludwig Scheidt.
En los siglos XVII y XVIII se adquirieron y cedieron numerosas fincas y bibliotecas privadas a los fondos. En 1678, se adquirieron 3600 volúmenes de la biblioteca del polihistoriador de Hamburgo Martin Fogel, y el propio Leibniz pudo hacerse cargo de más de 6.000 volúmenes. La finca del abad protestante del monasterio de Loccum, Gerhard Molanus, con 9.000 volúmenes y manuscritos diversos, fue adquirida en 1729. La finca y la biblioteca con alrededor de 20 000 escritos individuales y muchos manuscritos fueron comprados a la familia de eruditos y profesores Helmstedt, la familia Meibom. La biblioteca recibió varios obsequios y libros , alrededor de 2 000 volúmenes de Electress Sophie von Hannover , 5 000 volúmenes de Georg I , 2 000 volúmenes de George II y en 1837/1849 alrededor de 11 000 volúmenes del duque Adolf Friedrich von Cambridge.
Después de una fase de estancamiento a finales del siglo XVIII y principios del XIX, la biblioteca experimentó un nuevo repunte de 1827 a 1842 bajo la dirección de Georg Heinrich Pertz , que continuó con Adolf Schaumann (director de la biblioteca 1851-1867). Sin embargo, este desarrollo se vio interrumpido por la pérdida de la independencia estatal de Hannover, que se incorporó al Reino de Prusia en 1866. En 1897 se añadió la Biblioteca Provincial de Hannover a la Biblioteca Real, cuya estructura de propiedad se había disputado durante décadas.
En 1947 la biblioteca recibió un nuevo patrocinador del estado de Baja Sajonia y la denominó "Biblioteca del Estado de Baja Sajonia". Desde la década de 1960, la Biblioteca Estatal de Baja Sajonia se hizo cargo del suministro de literatura para las asignaturas de humanidades en la Universidad de Hannover y también operó varias bibliotecas departamentales, que fueron transferidas a la administración de la biblioteca de la universidad en 2003. En 2005 se le cambió el nombre a su nombre actual.